# Crystal (linguagem de programação)
Crystal é uma linguagem de programação multiparadigma compilada de tipagem estática e sintaxe fortemente inspirada em Ruby, e em C#, Go, Python e Rust, criada por Ary Borenszweig. Crystal ainda está em estágio alfa e seu compilador é escrito em Crystal, mas já é popular o bastante para estar entre as 40 linguagens mais populares, de acordo com o Índice Tiobe.

## Exemplos

### Programa Olá Mundo
```
puts
 
"Olá, Mundo!"

```

Pode ser compilado e executado com o seguinte comando:
```
$ 
crystal
 
run
 
hello.cr

```

### Algoritmo de Trabb Pardo-Knuth
```
def
 
f
(
t
)

  
Math
.
sqrt
(
t
.
abs
)
 
+
 
5
 
*
 
t
 
**
 
3

end

a
 
=
 
Array
.
new
(
11
)
 
{
 
gets
.
try
 
&.
to_f
 
||
 
0.0
 
}

a
.
zip
(
0
..
a
.
size
)
.
reverse_each
 
do
 
|
t
,
 
i
|

  
y
 
=
 
f
(
t
)

  
puts
 
y
 
>
 
400
 
?
 
"
#{
i
}
 TOO LARGE"
 
:
 
"
#{
i
}
 
#{
y
}
"

end

```